# ناحیه دیر زیرین
ناحیه دیر زیرین (به انگلیسی: Lower Dir District) یک ناحیه در پاکستان است که در زبان پشتو واقع شده‌است. ناحیه دیر زیرین ۱٬۵۸۲ کیلومتر مربع مساحت و ۱٬۴۳۵٬۹۱۷ نفر جمعیت دارد.